# Campeonato Carioca de Futebol de 2018 - Série B1
O Campeonato Carioca da Série B1 de 2018 foi a 41ª edição da segunda divisão do campeonato estadual de futebol profissional do Rio de Janeiro. A competição foi organizada pela Federação de Futebol do Estado do Rio de Janeiro (FERJ). A competição ocorreu em 29 datas, entre 19 de maio e 29 de setembro.

## Regulamento
O regulamento será o praticamente o mesmo da edição de 2017, com exceção da fase final. As semifinais, que definem o acesso, serão em dois jogos. A final será em jogo único, em campo neutro. Os três últimos serão rebaixados à Série B2 de 2019.
No primeiro turno, Taça Santos Dumont, as equipes se enfrentam dentro do próprio grupo. Na Taça Corcovado, as equipes de um grupo enfrentam as do outro. Em ambos os turnos, os dois primeiros avançam para as semifinais, que serão em jogo único. Os primeiros colocados jogarão em casa e com a vantagem do empate. Os vencedores passam para a final, também em jogo único, com mando de campo sorteado. Os campeões de cada turno se juntam às equipes de melhor campanha na semifinal do Estadual. Os vencedores sobem ao Carioca de 2019 e fazem a final da competição. Caso uma mesma associação seja campeã da Taça Santos Dumont e da Taça Corcovado a semifinal geral será realizada por 4 associações: A campeã dos dois turnos (Taça Santos Dumont e Taça Corcovado) e as três associações de melhor colocação, apurada pelo somatório dos pontos obtidos nas partidas dos Grupos A e B da Taça Santos Dumont e Taça Corcovado, aplicados os critérios de desempate.

## Critérios de desempate
Para o desempate entre duas ou mais equipes segue-se a ordem definida abaixo:
1. Número de vitórias
2. Saldo de gols
3. Gols marcados
4. Número de cartões amarelos e vermelhos
5. Sorteio

## Participantes
| Equipe            | Cidade                | Em 2017            | Estádio            | Capacidade | Títulos            |
| ----------------- | --------------------- | ------------------ | ------------------ | ---------- | ------------------ |
| America [A]       | Rio de Janeiro        | 15º (Série A 2018) | Giulite Coutinho   | 13 544     | 1 (último em 2015) |
| Americano         | Campos dos Goytacazes | 4º                 | Ângelo de Carvalho | 900        | 0 (não possui)     |
| Angra dos Reis    | Angra dos Reis        | 1º (Série B2)      | Jair Toscano       | 1 500      | 0 (não possui)     |
| Artsul            | Nova Iguaçu           | 11º                | Nivaldo Pereira    | 2 184      | 0 (não possui)     |
| Audax Rio         | São João de Meriti    | 3º                 | Moça Bonita        | 9 024      | 0 (não possui)     |
| Barcelona-RJ      | Rio de Janeiro        | 16º                | Rua Bariri         | 8 300      | 0 (não possui)     |
| Barra da Tijuca   | Rio de Janeiro        | 9º                 | Conselheiro Galvão | 2 136      | 0 (não possui)     |
| Bonsucesso [A]    | Rio de Janeiro        | 16º (Série A 2018) | Moça Bonita        | 9 024      | 7 (último em 2011) |
| Carapebus         | Carapebus             | 18º                | Ferreirão          | 900        | 0 (não possui)     |
| Duque de Caxias   | Duque de Caxias       | 5º                 | Marrentão          | 3 334      | 0 (não possui)     |
| Friburguense      | Nova Friburgo         | 7º                 | Eduardo Guinle     | 5 500      | 2 (último em 2011) |
| Gonçalense        | São Gonçalo           | 15º                | Alziro de Almeida  | 900        | 0 (não possui)     |
| Itaboraí          | Itaboraí              | 6º                 | Alziro de Almeida  | 900        | 0 (não possui)     |
| Olaria            | Rio de Janeiro        | 14º                | Rua Bariri         | 8 300      | 3 (último em 1983) |
| Sampaio Corrêa-RJ | Saquarema             | 13º                | Lourival Gomes     | 1 800      | 0 (não possui)     |
| Santa Cruz-RJ     | Rio de Janeiro        | 2º (Série B2)      | Rua Bariri         | 8 300      | 0 (não possui)     |
| São Gonçalo EC    | São Gonçalo           | 8º                 | Alziro de Almeida  | 900        | 0 (não possui)     |
| Serra Macaense    | Macaé                 | 12º                | Moacyrzão          | 15 000     | 0 (não possui)     |
| Serrano           | Petrópolis            | 17º                | Atílio Marotti     | 8 500      | 2 (último em 1999) |
| Tigres do Brasil  | Duque de Caxias       | 10º                | Los Larios         | 6 300      | 0 (não possui)     |

- A ^ : Desde 2017, os rebaixados do Campeonato Carioca disputam a Série B1 no mesmo ano, de acordo com o regulamento geral das competições para a temporada.[1]